# Barkingside (London Underground)

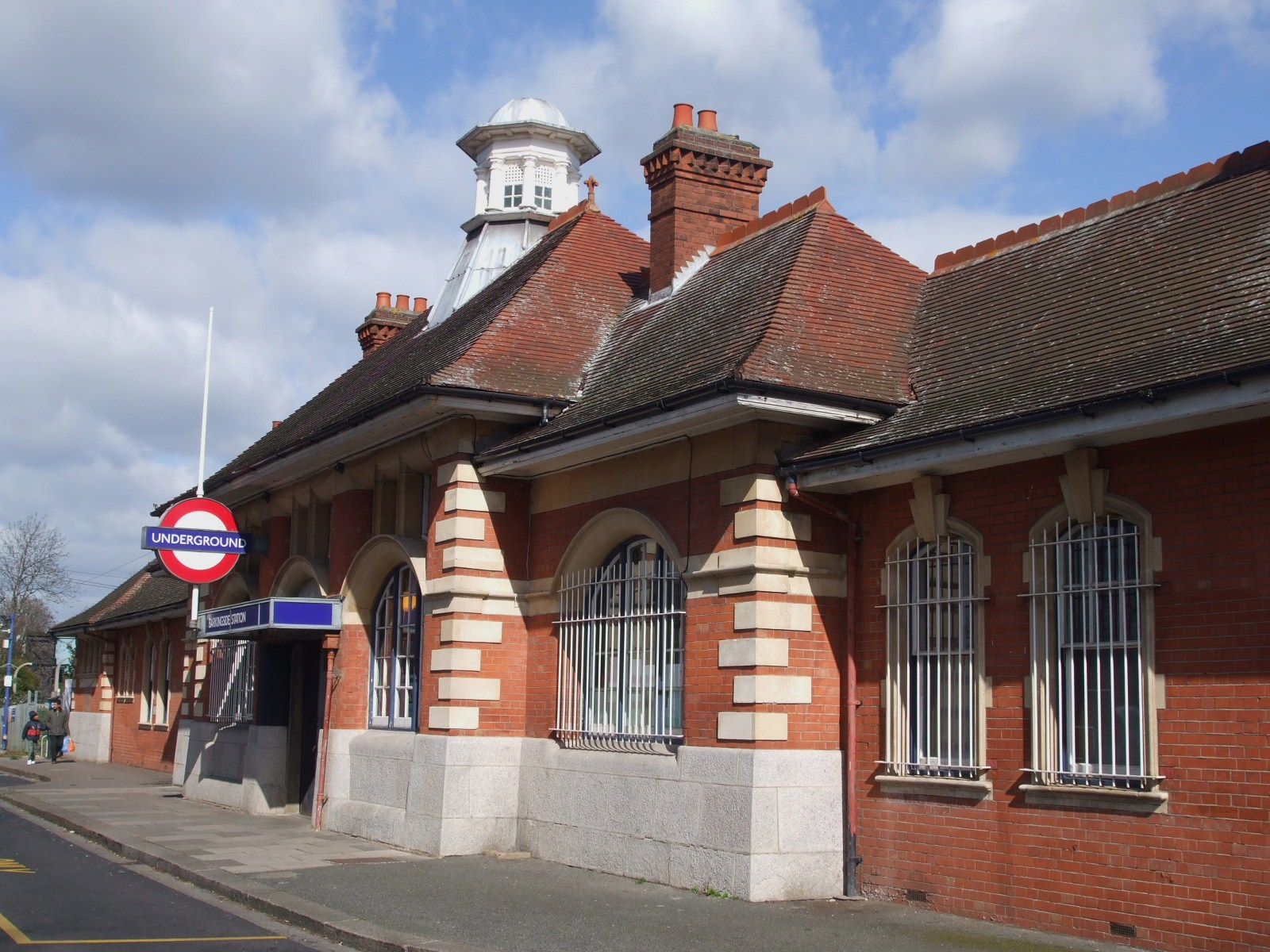
Stationsgebäude

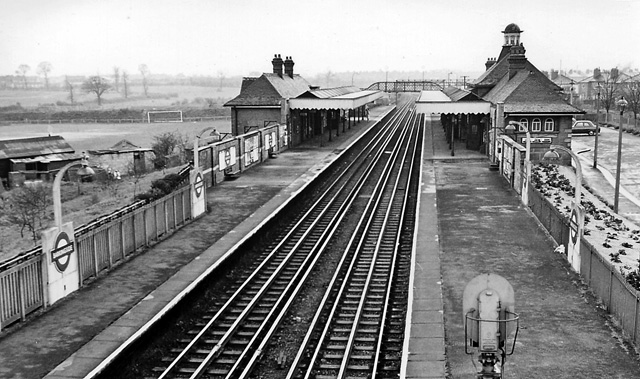
Bahnsteige im Jahr 1962

Barkingside ist eine oberirdische Station der London Underground im Stadtbezirk London Borough of Redbridge. Sie liegt in der Travelcard-Tarifzone 4 an einer Sackgasse namens Station Road. Im Jahr 2014 nutzten 1,35 Millionen Fahrgäste diese von der Central Line bediente Station.

## Geschichte
Am 1. Mai 1903 eröffnete die Great Eastern Railway eine Vorortseisenbahn von Ilford über Hainault nach Woodford, die sogenannte Fairlop Loop. Wegen zu geringer Nachfrage war der Haltepunkt vom 22. Mai 1916 bis zum 30. Juni 1919 geschlossen. 1923 ging die Strecke in den Besitz der London and North Eastern Railway (LNER) über.
Als Teil des New Works Programme des London Passenger Transport Board von 1935 sollte der größte Teil der Strecke an die Central Line übertragen werden, um die anschließende Haupteisenbahnlinie in Richtung Liverpool Street zu entlasten. Die Bauarbeiten begannen 1938, mussten aber nach Ausbruch des Zweiten Weltkriegs bis 1946 eingestellt werden. Der letzte von Dampflokomotiven gezogene LNER-Zug verkehrte am 29. November 1947. Der U-Bahn-Betrieb begann ein halbes Jahr später am 31. Mai 1948. Bereits seit dem 14. Dezember 1947 hatten leere U-Bahn-Züge die Station passiert, um auf der neu elektrifizierten Strecke zur Betriebswerkstatt Hainault zu gelangen.
Am Stationsgebäude selbst sind nur wenige Änderungen vorgenommen worden. Es besteht aus Ziegelsteinen und besitzt ein Kuppeldach, das von Stichbalken getragen wird. Die Überdachungen auf den beiden Bahnsteigen sind heute noch mit dem Logo der Great Eastern Railway verziert. Seit 2011 steht die Station unter Denkmalschutz (Grade II).